# Уган
Уган (кит. спр. 武冈市, піньїнь: Wŭgāng Shì) — місто-повіт в південнокитайській провінції Хунань, складова міста Шаоян.

## Географія
Уган лежить у центрі префектури на річці Наньшуй (басейн озера Дунтін).

### Клімат
Місто знаходиться у зоні, котра характеризується вологим субтропічним кліматом. Найтепліший місяць — липень із середньою температурою 26.7 °C (80 °F). Найхолодніший місяць — січень, із середньою температурою 5 °С (41 °F).
| Клімат Угана            | Клімат Угана | Клімат Угана | Клімат Угана | Клімат Угана | Клімат Угана | Клімат Угана | Клімат Угана | Клімат Угана | Клімат Угана | Клімат Угана | Клімат Угана | Клімат Угана | Клімат Угана |
| Показник                | Січ.         | Лют.         | Бер.         | Квіт.        | Трав.        | Черв.        | Лип.         | Серп.        | Вер.         | Жовт.        | Лист.        | Груд.        | Рік          |
| Середній максимум, °C   | 8            | 9            | 14           | 20           | 25           | 29           | 32           | 32           | 28           | 22           | 16           | 11           | 20           |
| Середня температура, °C | 5            | 6            | 11           | 16           | 21           | 25           | 27           | 27           | 23           | 18           | 12           | 7            | 16           |
| Середній мінімум, °C    | 2            | 3            | 7            | 13           | 17           | 21           | 23           | 22           | 19           | 14           | 9            | 3            | 12           |
| Норма опадів, мм        | 62           | 77           | 110          | 176          | 215          | 193          | 112          | 136          | 83           | 100          | 82           | 45           | 1392         |
| ----------------------- | ------------ | ------------ | ------------ | ------------ | ------------ | ------------ | ------------ | ------------ | ------------ | ------------ | ------------ | ------------ | ------------ |
| Джерело: Weatherbase    |              |              |              |              |              |              |              |              |              |              |              |              |              |